# Божидар Вуковић
Божидар Вуковић (итал. Dionisio della Vecchia; Ђурићи код Подгорице, око 1465/70. — 1539) био је српски војвода, трговац и штампар.
У време ширења турске власти, преселио се у Млетачку републику и од тада је почео да користи италијански псеудоним Dionisio della Vecchia. Успоставио је блиске односе са грчком заједницом у Венецији и успешно се бавио трговачким пословима. Стекао је знатно богатство и друштвени углед, што му је омогућило да се посвети књижевном раду у области штампарства и издаваштва. Почевши од 1519. године, у својој венецијанској штампарији је објавио неколико српских ћириличних књига богослужбеног и побожног садржаја, чиме је учинио велики допринос развоју старог српског штампарства. Његова издања су била веома цењена међу савременицима и служила су за углед каснијим српским штампарима. Поред књижевно-штампарске делатности, Божидар Вуковић се бавио и црквено-управним пословима у склопу грчко-српске православне заједнице у Венецији, а током последњих година живота је обављао и функцију гасталда (начелника). Умро је 1540. године у Венецији, а за собом је оставио сина Вићенца Вуковића, који ће касније настојати да настави очеву штампарску делатност у Венецији.

## Биографија
Божидар Вуковић је 1519. године напоменуо да је отачаством из Подгорице која је „у пределима маћедонским", а после тако исто говоре за себе и неки писари из херцеговачке Завале, из Мораче, па и из Сарајева. Вук Караџић је тврдио „да су се Маћедонија српски звале све земље народа нашега“, док је Руварац мислио, да је то означавање ствар сујете, „хотећи да се праве важни и да своје порекло доводе из тако важних историјских места, као што је била Филипа и Александра Великога Маћедонија“. Насупрот томе Владимир Ћоровић је сматрао да се појам "Маћедонијa" проширио на све српске земље се од оног времена, кад је Охридска архиепископија обухватила под својом влашћу све те области, али та претпоставка се показала као неоснована пошто охридски архиепископи у својим титулама нису употребљавали поменути појам.
У време коначног пада Зете под турску власт Вуковић је емигрирао у Венецију где је као успешан трговац стекао знатан друштвени углед, а као штампар и издавач је деловао пуне две деценије, почевши од 1519. године, кад се у овај посао упустио, до 1540. године, када је умро, а тело му је по сопственој жељи сахрањено у манастиру Свете Богородице на острву Старчево у Скадарском језеру.
О друштвеном угледу Божидара Вуковића се истакао најбоље сведочи чињеница да му је племство признао цар Карло V Хабзбуршки, доделивши му и породични грб. Божидар Вуковић је неуморно одржавао везе с поробљеним српским крајевима, нарочито с манастиром Милешевом и манастирима на Скадарском језеру. Његове књиге растурене су не само по српским црквама него су имале јаког утицаја и другде на европском истоку, све до Балтика. Првенствено је штампао књиге религиозног садржаја, укупно девет њих, међу којима се истичу Псалтир с посљедовањем, Служабник, Молитвеник, Октоих петогласник, Празнични минеј, Требник.
Његов рад није, из неких сада непознатих разлога, текао без прекида: пошто је 1519. и 1520. штампао Служабник, довршен 7. јула 1519, и Псалтир с последовањем u часловцем, чији је први део био готов 7. априла 1519, а други 12. октобра следеће године, Вуковић све до 1536. није више издао ниједну српску књигу. Када је поново наставио са штампањем српских књига, није се више заустављао и у сразмерно кратком року издао их је још пет: Зборник и Молитвеник, 1536, Октоих петогласник, 27. јула 1537, Минеј (празнични), 19. јануара 1538, и Молитвеник-Требник, 1539. или 1540. године.
Све књиге које је Вуковић штампао имају за садржину текстове најуже црквене литературе, прастаре, одавно преведене и дугом традицијом освештане. Нема међу њима ниједног које би било ближе правој књижевности, иако су таква дела ипак стварана у нашим странама, а њихови рукописи морали су такође стизати до Вуковића. Али он их није штампао, гледајући у прече циљеве. Штампајући „в туждеј земљи, в странах италских“, за свој народ књиге „душеспасније“ и „многонарочитије“, Божидар Вуковић је истицао да њима жели да буде „христијаном на ползу“. Неуморно је стога, у њиховим предговорима и поговорима, понављао констатацију о оскудици и уништењу српских књига по манастирима и црквама, опустошеним од „иноверних“. За те опустошене храмове, „јаже бити к просвештенију и свјетлости светих црквих“, он је издавао „всака писанија црковнаја велицијеми словеси“. Али је имао у виду и друге потребнике: оне који путују и којима је удобније да собом носе књиге мањег обима и ситнијим слогом штампане ("и другије књиги списах пом'ншими словеси иже в пут ходештим удоб носима бивајут").
Поред тога „душеполезног“ и религиозног карактера, његово је предузеће несумњиво имало и очевидне родољубиве мотиве. Њима је Вуковић дао такође нешто места у пропратним текстовима с којима је своје књиге отправљао у свет. Видећи — каже он тако у поговору свога Молитвеника из 1536. године — да Германи ("Фруги"), Грци и остали народи ("и иније језики") састављају „на типаре“ (тј. штампају) „божств'нија писанија“, зажелео је јако „и наша србскаја, и блгарскаја такожде, на типарех с'ставити“.
Своја издања Божидар Вуковић није, разуме се, припремао сам; он је пре свега био иницијатор и творац издавачке политике, а за конкретна штампарска и дрворезачка, дакле уметничка остварења, његове књиге имају да захвале читавом једном низу мајстора који су радили по његовом „повеленију“. Неки од њих су морали имати изузетног удела у томе, чим су стављали и своја имена у предговоре или поговоре. Један од њих је „окајанејши и мн'ши в иноцех јер'монах Пахомије от Црније Гори от Реки“, који је са њим радио 1519. и 1520. године, штампајући Служабник и Псалтир с последовањем. После се око Молитвеника из 1536, и Минеја из 1538. „трудио... јерођакон Мојси от сербскије земљи отчством же от мјеста нарицаемаго Будимља". Најпосле су му Октоих петогласник реализовали „свештеници Теодосије и Генадије параеклисари монастира светаго Сави србскаго иже јес в Милешево отч'ством же от мјеста Пријепоља".
Своје дубоко родољубље Божидар Вуковић био је намислио да засведочи и на један сасвим нарочит начин. Још 1520. године он је говорио, у поговору свога Молитвеника, а кад му се смрт сасвим приближила истицао је нарочито, у предговору Минеја из 1538. године, да жели да штампарију ("сије типаре") изнесе „в своје от'чство“, не би ли се тамо нашао неко да се, после њега, „потруди ради божств'них црквах да исплни колико буде воља божја недостатчство светих книг“. Да је та Вуковићева намера остварена, била би то друга штампарија на тлу Црне Горе, после оне Ђурђа Црнојевића. Колико је Вуковић озбиљно носио у себи ову мисао, види се најбоље из прве редакције његовог тестамента. У том тестаменту, писаном 5. фебруара 1534. (1533. по млетачком рачунању) године, он је остављао „манастирима на језеру Скадра... све оне књиге руком писане и све калупе за штампање, и ону опрему која се нађе за поменуту штампу, оловне форме и интаљиране фигуре (дрворезе) и све што буде..." Из неких својих разлога, касније је ту мисао напустио и штампарију је, по његовој смрти, заједно с осталим добрима, наследио његов син Вицко Вуковић, који ће и сам, на известан начин, ући у историју српске књиге као њен издавач и штампар.
Његова спомен биста налази се у Подгорици. У склопу рада на спровођењу десрбизације у Црног Гори, појавила су се разна настојања да се оспори српство Божидара Вуковића, иако је његова припадност српском народу посведочена његовим сопственим казивањима и другим изворима. У исто време, појавили су се и покушаји да се Божидар Вуковић прогласи за етничког Дукљанина, односно за етничког Црногорца, иако он чак ни у завичајном смислу, према тадашњим обласним називима, није могао бити Црногорац, пошто његов завичај (Подгорица) у његово време није ни припадао тадашњој (првобитној) Црној Гори, која је обухватала само Стару Црну Гору. У етничком смислу, Божидар Вуковић је био Србин, по завичају се представљао као Подгоричанин, те је по томе у тадашњем регионалном смислу био Зећанин, што је и сам изричито нагласио у даровном натпису на икони Тајне вечере коју је приложио грчкој православној цркви Светог Ђорђа у Венецији.
Поред трговачких и штампарских послова, Вуковић се бавио и обавештајним, односно политичким активностима. Блиско је сарађивао са дипломатским представницима цара Карла V Хабзбуршког, а своју разгранату пословну мрежу користио је за прибављање обавештења о стању у српским земљама под османском влашћу. Његове обавештајне активности досезале су све до Влашке и Молдавије, што је дошло до посебног изражаја за време млетачко-турског рата (1537—1540), када је активно учествовао у припремама за подизање устанка у српским земљама. Тим поводом, од цара Карла је затражио и титулу српског деспота, настојећи да у сарадњи са хришћанским силама обнови српску државност, а сличне претензије касније је исказивао и његов син Вићенцо Вуковић.